# Odars
Odars is een gemeente in het Franse departement Haute-Garonne (regio Occitanie) en telt 656 inwoners (2004). De plaats maakt deel uit van het arrondissement Toulouse.

## Geografie
De oppervlakte van Odars bedraagt 6,7 km², de bevolkingsdichtheid is 97,9 inwoners per km².
De onderstaande kaart toont de ligging van Odars met de belangrijkste infrastructuur en aangrenzende gemeenten.

## Demografie
De figuur toont het verloop van het inwonertal (bron: INSEE-tellingen).